# Cinoxate
Cinoxate là một hợp chất hữu cơ được sử dụng làm một thành phần trong một số loại kem chống nắng. Nó là este được hình thành từ axit methoxycinnamic và 2-ethoxyethanol. Đó là một chất lỏng nhớt màu vàng dạng hơi, không hòa tan trong nước, nhưng hòa tan với các rượu, este, và dầu thực vật.
Nó bảo vệ da chống lại ánh nắng mặt trời bằng cách hấp thụ tia UV-A và tia UV-B.